# Liste der Naturschutzgebiete im Landkreis Haßberge
Im Landkreis Haßberge gibt es 15 Naturschutzgebiete. Zusammen nehmen sie eine Fläche von 2749 Hektar ein. Das größte Naturschutzgebiet ist das 1996 eingerichtete Naturschutzgebiet Hohe Wann.
| Name                                                  | Bild | Kennung                   | Kreis                                     | Einzelheiten                                                | Position | Fläche Hektar | Datum |
| ----------------------------------------------------- | ---- | ------------------------- | ----------------------------------------- | ----------------------------------------------------------- | -------- | ------------- | ----- |
| Altmain und Sandmagerrasen bei Limbach                |      | NSG-00408.01 WDPA: 162127 | Landkreis Haßberge                        |                                                             | ⊙        | 273,5         | 1992  |
| Ebelsberg                                             |      | NSG-00122.01 WDPA: 81568  | Landkreis Haßberge                        |                                                             | ⊙        | 49,1          | 1982  |
| Galgenberg-Goßberg                                    |      | NSG-00265.01 WDPA: 163191 | Landkreis Haßberge                        |                                                             | ⊙        | 45,52         | 1985  |
| Hohe Wann                                             |      | NSG-00517.01 WDPA: 163738 | Landkreis Haßberge                        |                                                             | ⊙        | 1.029,69      | 1996  |
| Mainaue bei Augsfeld                                  |      | NSG-00595.01 WDPA: 318762 | Landkreis Haßberge                        |                                                             | ⊙        | 616,23        | 2001  |
| Naturwaldreservat Mordgrund                           |      | NSG-00604.01 WDPA: 318835 | Landkreis Haßberge                        |                                                             | ⊙        | 24,76         | 2002  |
| Naturwaldreservat Stachel                             |      | NSG-00605.01 WDPA: 318839 | Landkreis Haßberge                        |                                                             | ⊙        | 23,28         | 2002  |
| Pfaffenberg                                           |      | NSG-00289.01 WDPA: 164988 | Landkreis Haßberge                        |                                                             | ⊙        | 20,14         | 1986  |
| Schulterbachtal                                       |      | NSG-00375.01 WDPA: 165471 | Landkreis Haßberge                        |                                                             | ⊙        | 34,08         | 1990  |
| Simonsberg-Fuchsrangen                                |      | NSG-00334.01 WDPA: 165578 | Landkreis Haßberge                        |                                                             | ⊙        | 14,32         | 1988  |
| Tretzendorfer Weiher                                  |      | NSG-00455.01 WDPA: 165945 | Landkreis Haßberge                        |                                                             | ⊙        | 202,58        | 1993  |
| Urlesbachtal                                          |      | NSG-00565.01 WDPA: 319251 | Landkreis Haßberge                        |                                                             | ⊙        | 24,32         | 2000  |
| Trockenhänge und Urwiese bei Junkersdorf              |      | NSG-00376.01 WDPA: 165957 | Landkreis Haßberge                        |                                                             | ⊙        | 132,34        | 1990  |
| Vogelfreistätte Graureiherkolonie bei Dippach am Main |      | NSG-00542.01 WDPA: 82794  | Landkreis Haßberge                        | Dippach Teile des Altmains, Mainaue und Mainprallhänge.     | ⊙        | 143,84        | 1998  |
| Weilersbachtal                                        |      | NSG-00499.01 WDPA: 166218 | Landkreis Haßberge, Landkreis Schweinfurt | Landkreis Haßberge: 57,15 ha Landkreis Schweinfurt: 36,6 ha | ⊙        | 93,75         | 1995  |
| Legende für Naturschutzgebiet                         |      |                           |                                           |                                                             |          |               |       |